# Мутьев, Иван Яковлевич
Иван Яковлевич Мутьев (7 июля 1915, Рига, Лифляндская губерния, Российская империя — ?) — советский футболист, нападающий/полузащитник.
В командах мастеров сыграл один матч — 23 июля 1939 года в матче чемпионата СССР «Сталинец» Ленинград — «Динамо» Ленинград на 9 минуте вышел на замену в составе хозяев вместо травмированного Смагина. На 65 минуте отдал голевой пас Валентину Шелагину, который установил окончательный счёт 2:0.